# واين جودمان
وين غودمان هو طبيب نفسي وباحث أمريكي متخصص في اضطراب الوسواس القهري. وهو المطور الرئيسي ، إلى جانب زملائه ، لمقياس الوسواس القهري Yale-Brown ، والذي يعتبر المعيار الذهبي لتقييم الوسواس القهري
واين جودمان طبيب نفسي وباحث أمريكي متخصص في اضطراب الوسواس القهري (OCD). وهو المطور الرئيسي ، مع مساعدة بعض من زملائه ، لمقياس الوسواس القهري Yale-Brown Obsessive Compulsive Scale (Y-BOCS) ، والذي يعتبر المعيار الأساسي و الذهبي لتقييم الوسواس القهري. 
في عام 2016 ، عيين جودمان أستاذًا في العاصمة وأستاذًا في إيرين إلوود ورئيسًا لقسم مينينجر للطب النفسي والعلوم السلوكية في كلية بايلور للطب. وهو أيضًا أستاذ مساعد في قسم الهندسة الكهربائية وهندسة الحاسبات في جامعة رايس. 

## سيرة شخصية
قبل انضمامه إلى بايلور ، كان غودمان أستاذًا ورئيسًا لقسم الطب النفسي في كلية الطب في إيكان في جبل سيناء ونظام الصحة السلوكي في جبل سيناء لمدة سبع سنوات. خلال فترة عمله ، ارتقى القسم ليكون من بين العشرة الأوائل في البلاد في تمويل الأبحاث من المعاهد الوطنية للصحة.  
عمل غودمان أيضًا كمدير لقسم البحث الانتقالي للبالغين وتطوير العلاج في المعهد الوطني للصحة العقلية من 2007 إلى 2009. عمل كمنصب رئيس قسم الطب النفسي في جامعة فلوريدا في غينزفيل لمدة تسع سنوات.
هو من مواليد مدينة نيويورك ، التحق غودمان بمدرسة برونكس الثانوية للعلوم وتخرج من جامعة كولومبيا بدرجة في الهندسة الكهربائية. حصل على شهادته في الطب من كلية الطب بجامعة بوسطن وأكمل فترة التدريب والإقامة والزمالة البحثية في كلية الطب بجامعة ييل. 

## الإنجازات الرئيسية في الوسواس القهري

### مقياس الوسواس القهري ييل براون (Y-BOCS)
في عام 1985 ، أسس جودمان عيادة الوسواس القهري في جامعة ييل وعمل كرئيسها. خلال هذا الوقت ، قام مع زملائه لورانس برايس وستيفن راسموسن بتطوير Y-BOCS ، والذي يستخدم على نطاق واسع في البحث والممارسة السريرية لتحديد شدة الوسواس القهري ومراقبة التحسن أثناء العلاج. ومنذ ذلك الحين تُرجم إلى لغات عديدة. 
طور جودمان وزملاؤه أيضًا مقياس ييل براون الوسواس القهري - الإصدار الثاني (Y-BOCS-II) في محاولة لتعديل المقياس الأصلي.  تشمل مقاييس التصنيف الأخرى التي طورها جودمان وزملاؤه: مقياس الوسواس القهري للأطفال في ييل براون (CY-BOCS) ،  مقياس فلوريدا الوسواس القهري (FOCI) ،  جرد فلوريدا الوسواس القهري للأطفال (C-FOCI) ،  المستوى 2 - الأفكار والسلوكيات المتكررة (مقياس الأعراض الشاملة المستخدم في الدليل التشخيصي والإحصائي للاضطرابات النفسية 5 ) ،  وملف تعريف التنشيط الناشئ للعلاج وتقييم الانتحار (TEASAP). 

### مثبطات إعادة امتصاص السيروتونين الانتقائية
كان جودمان من أوائل الباحثين الذين اختبروا وأثبتوا فعالية مثبطات امتصاص السيروتونين الانتقائية (SSRIs) في الوسواس القهري وأظهروا ميزتهم النسبية على الأدوية الأخرى المضادة للاكتئاب.  كما طور أيضًا استخدام الأدوية المساعدة المضادة للذهان في الوسواس القهري المقاوم لمضادات استرداد السيروتونين الانتقائية ووجد أن المرضى الذين يعانون من اضطرابات التشنج اللاإرادي المرضي هم الأكثر عرضة للاستجابة لهذه المجموعة. 

### مؤسسة الوسواس القهري الدولية
في عام 1986 ، شارك غودمان في تأسيس مؤسسة الوسواس القهري غير الربحية (المعروفة الآن باسم مؤسسة الوسواس القهري الدولية). أثناء وجوده في هيئة التدريس في جامعة ييل ، كانت لديه فكرة الجمع بين مجموعة من الأفراد المتفانين الذين يعانون من اضطراب الوسواس القهري الذين شاركوا في الدراسات البحثية لمجموعة المساعدة الذاتية. قاموا لاحقًا بتوسيع وإنشاء مؤسسة للمساعدة في الوصول إلى جمهور أوسع وتثقيف الجمهور حول الوسواس القهري وخيارات العلاج.  عمل منصب رئيس مجلسها الاستشاري العلمي خلال السنوات العشر الأولى. حصل غودمان على جائزة الإنجاز الوظيفي مدى الحياة من مؤسسة الوسواس القهري الدولية في عام 2012. 

### التحفيز العميق للدماغ
يُجري غودمان بحثًا حول استخدام تحفيز الدماغ العميق (DBS) للاضطرابات النفسية المقاومة للعلاج. وقد نشر عن استخدام التحفيز العميق للدماغ للوسواس القهري المستعصي على الحل.   في أكتوبر 2016 ، تم منحه من المعهد الوطني للاضطرابات العصبية والسكتة الدماغية منحة للبحث الذي يهدف إلى تطوير جيل جديد من تقنية DBS. التمويل ، الذي أعادت المعاهد الوطنية للصحة إصداره لعام 2017 ، هو جزء من مبادرة الرئيس أوباما لأبحاث الدماغ من خلال مبادرة تطوير التقنيات العصبية المبتكرة (BRAIN).  

## الخدمة مع إدارة الغذاء والدواء
عمل غودمان منصب رئيس اللجنة الاستشارية للأدوية النفسية للأدوية (PDAC) التابعة لإدارة الغذاء والدواء (FDA) من عام 2004 إلى عام 2008. خلال تلك الفترة الزمنية ، ناقشت إدارة الغذاء والدواء الأمريكية وقررت في النهاية طلب تحذير الصندوق الأسود بشأن الانتحار لجميع الأدوية المضادة للاكتئاب.  صوت غودمان لصالح تحذير الصندوق الأسود للأطفال في عام 2004.  بعد ذلك بعامين ، صوَّت على تمديد التحذير حتى سن 24 عامًا. كما عمل في اللجنة الاستشارية للأجهزة العصبية التابعة لإدارة الغذاء والدواء. 